# Broch de Mousa

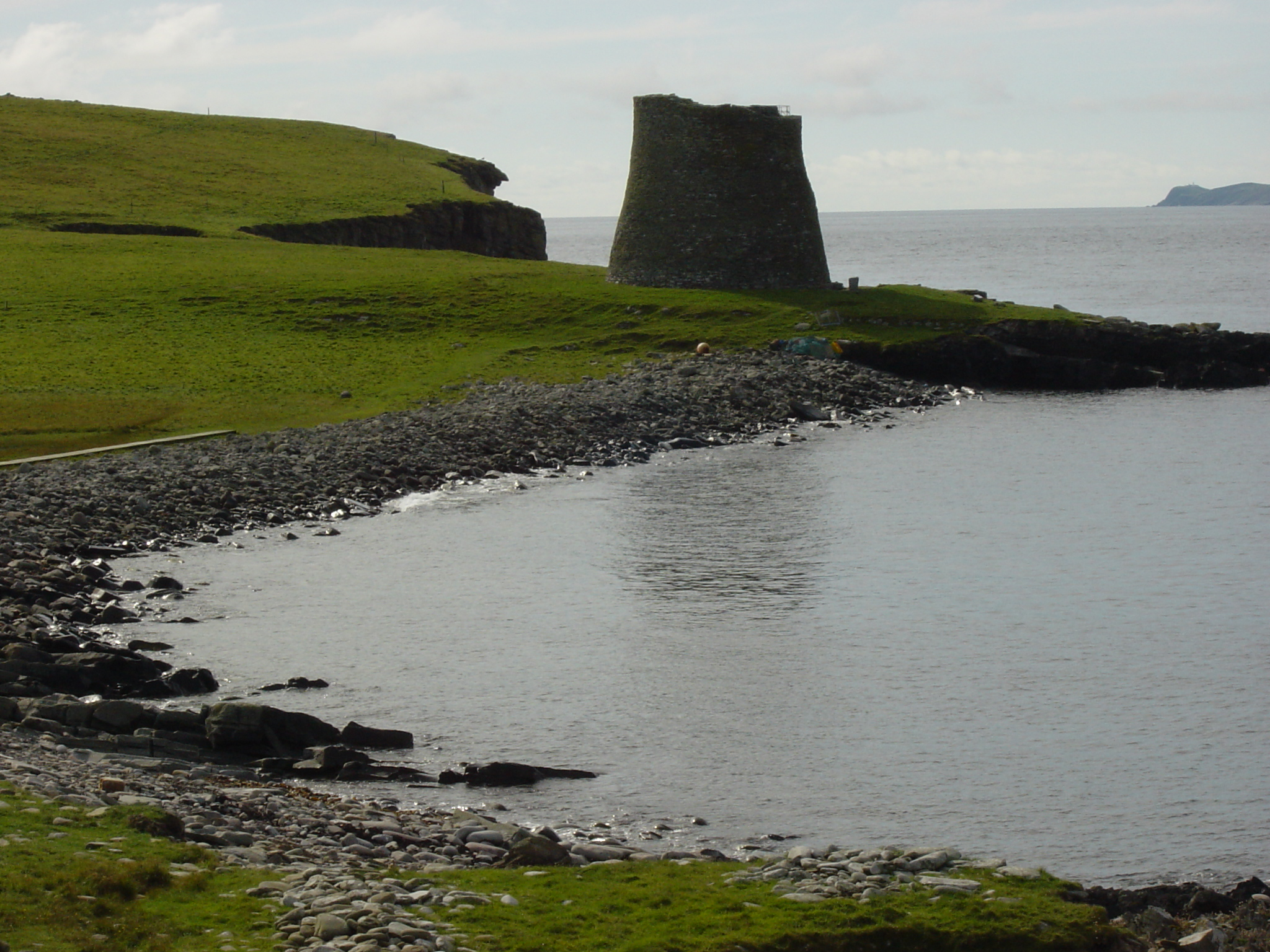
Ubicación litoral del broch de Mousa Broch.

El broch de Mousa es el ejemplo mejor conservado de un broch o torres de doble muro, localizado en las Shetland, Escocia (Reino Unido). Es el más alto de los que aún se conservan en pie en el mundo y está entre los edificios prehistóricos mejor conservados de Europa. Se cree que se construyó alrededor del año 100 a. C., uno de los 570 brochs construidos por toda Escocia.

## Descripción
Tiene uno de los diámetros conjuntos menores de entre los brochs, así como una de las bases de muro más gruesos e interiores más pequeños. Su construcción maciza (así como su localización remota) es probablemente la principal explicación de su excelente estado de conservación.
Ubicado en la isla de Mousa, tiene unos 13 metros de alto y es accesible por una sola entrada a nivel del suelo. Una vez dentro, el visitante puede ascender por una escalera interna hasta una galería abierta en lo alto. Es el único broch que está entero hasta arriba, incluyendo la escalera entre muros original. Está construido en piedra seca sin mortero, de manera que cualquier perturbación puede causar mucho daño. La característica construcción con muros huecos está muy clara en este lugar.
El broch pasó por al menos dos fases de ocupación. En su condición original sin duda contuvo una casa redonda de madera con al menos una planta alzada que descansaba en una cornisa a 2,1 metros sobre el nivel del suelo. Esta planta se alcanzaba probablemente por la escalera de piedra de dentro del muro. Una segunda cornisa de unos 3,09 metros más arriba podría haber apoyado una segunda planta o un tejado. El pasadizo de entrada era bajo y adintelado con lajas planas, y en la roca inferior había una cisterna de agua. En la roca también había un amplio hogar rectangular.

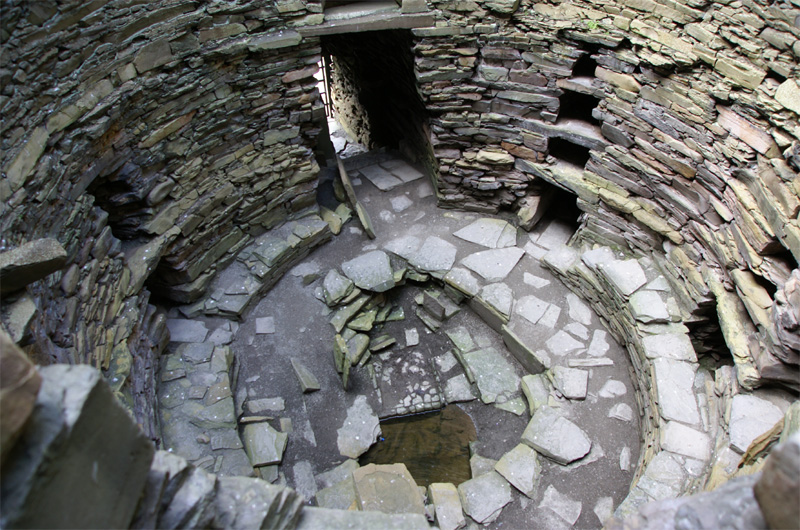
Interior del broch de Mousa.

Tiempo después se le añadió un banco de piedra bajo alrededor de la base de la pared interior y esto se extendió un poco hacia la entrada. La casa de madera redonda pudo haber sido demolida entonces; ciertamente se demolió antes de que la pequeña "timonera" (con tres pilares de piedra) se construyera en el interior. 
Las ocupaciones por parte de escandinavos se reflejan probablemente en el hecho de que los dinteles originariamente bajos del broch se arrancaran (pueden verse sus muñones), y la puerta exterior se dobló en altura (ahora se ha restaurado a su nivel bajo original). Esto implica que el interior y la entrada estaban llenas de desechos de manera que los escandinavos tuvieron que alzar el techo del pasadizo para entrar.
En los Museos Nacionales de Escocia en Edimburgo hay un gran fragmento de borde del broch de Mousa, encontrado probablemente durante la limpieza del siglo XIX. Forma parte de una gran jarra de borde vuelto hacia el exterior con una superficie exterior negra bruñida al fuego y una flauta horizontal a lo largo de la superficie interior del borde.
En enero de 2005 se anunció que los arqueólogos usarían un escáner láser en 3 dimensiones para catalogar la estructura en detalle para posibles reparaciones. Con los escáneres es posible actualmente ver cómo la estructura se construyó en detalle.

## Paíños

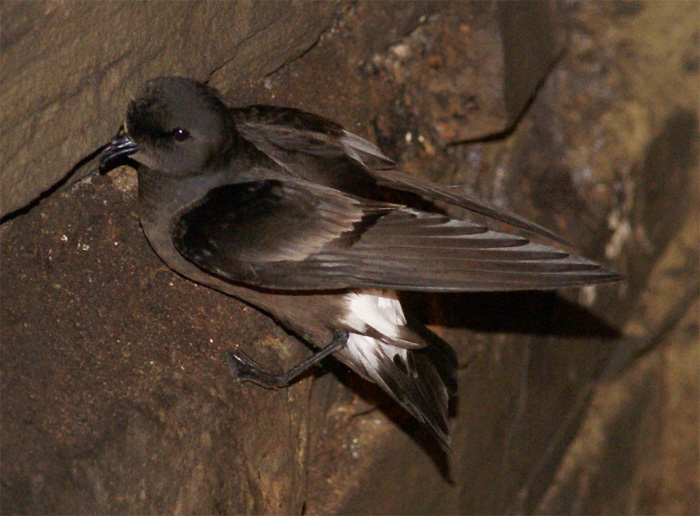
Un paíño europeo fotografiado en el broch de Mousa.

La isla de Mousa es bien conocido entre los avistadores de pájaros por ser lugar de cría del paíño europeo. La isla alberga un total de alrededor de 6800 parejas de cría en total, que representan alrededor del 8 % de la población británica total y alrededor del 2,6 % de la población mundial. Algunas de estas aves anidan en madrigueras dentro del propio broch.